# Unsere wunderbaren Jahre
Unsere wunderbaren Jahre ist eine deutsche Fernsehserie von 2020, inszeniert von Elmar Fischer nach dem gleichnamigen Roman von Peter Prange. Im März 2023 wurde die zweite Staffel gesendet.

## Handlung

### Staffel 1
Am 20. Juni 1948 werden in Altena, einer Kleinstadt in Westfalen, an jeden Bürger 40 druckfrische D-Mark ausgegeben – so wie überall in Westdeutschland. Mit der Währungsreform beginnt das Wirtschaftswunder. Diese Epoche wird am Beispiel des mittelständischen Metallwarenfabrikanten Eduard Wolf, seiner Frau und deren drei Töchtern erzählt. Margot ist mit dem bei Kriegsende vermissten SS-Hauptsturmführer Fritz Nippert verheiratet, mit dem sie einen Sohn hat. Dessen Heimkehr mündet in einen Konflikt mit dem Vater. Sie gibt ihrer Familie den Vorzug und bricht mit dem Elternhaus. Die elenden Verhältnisse, in denen sie nun leben müssen, führen zum Tod des an Tbc erkrankten Ehemanns, der seine Frau bittet, ihn zu ersticken, damit sie zumindest eine Rente bekäme. Sie kommt dieser Bitte letztendlich nach.
Ulla Wolf möchte Medizin studieren, obwohl ihr Vater sie für die Unternehmensnachfolge ausersehen hat. Um ihre Gunst wirbt der Sohn des Apothekers, Jürgen Vielhaber, der später als Bauunternehmer und SPD-Kommunalpolitiker aufsteigt. Beider spätere Ehe steht unter dem Schatten, dass Ulla ihre wechselhaften Gefühle für den anderen Jugendfreund, Tommy Weidner, Arbeiter aus schwierigen Verhältnissen, nur schwer verleugnen kann.
Gundel Wolf verführt Tommy aus Eifersucht auf die vom Vater begünstigte Schwester, die nicht an seiner Seite Schützenkönigin werden wollte. Auf Umwegen finden Gundel und der Verkäufer Benno Krasemann, Kriegskamerad von Tommy und späterer Schuhhändler, zum Jawort. Erschüttert durch eine Fehlgeburt, konzentriert sich Gundel auf ihre Aufgaben im Unternehmen in Altena, während ihr Mann, in Düsseldorf tätig, sie mit einer Angestellten betrügt.
Der Familienpatriarch kommt aufgrund einer anonymen Anzeige in britische Haft. Ihm wird vorgeworfen, Geschäfte mit der SS gemacht und Stacheldraht für das KZ Bergen-Belsen geliefert zu haben. Er erreicht die Entlassung, weil ein von ihm geretteter Jude für ihn aussagt. In Wahrheit hat der Vater aber tatsächlich Geschäfte mit der SS gemacht. Tommy überbringt ihm ein Dokument aus dem Archiv der Roten Armee, das ihm seine Professorin und zeitweilige Geliebte, überdies Mutter seiner Tochter, besorgt hat, als er in Ostberlin studiert. Eduard Wolf nimmt sich daraufhin das Leben.
Seine Witwe und die Töchter arbeiten nun mit Walter Böcker, dem Kompagnon des Vaters zusammen, der die Geschäfte fortan führt, allerdings von der Kapitalmehrheit der vier Inhaberinnen abhängig bleibt. Da trifft es sich gut, dass Margot eine Vernunftehe mit Böcker eingeht, die sie für den Ausweg aus ihrer Lage hält. Böcker, selber NS-belastet, inzwischen aber zum Arbeitgeberpräsidenten aufgerückt, erweist sich als korrekter Gatte, der viel für seine Ehefrau und ihr Kind tut. Als Margot sich jedoch auf die Seite von Mutter und Schwestern schlägt und so einen Munitionsauftrag vereitelt, steigt Böcker aus, veruntreut Gelder zu seinen Gunsten und geht nach Argentinien.
Zum Schluss der ersten Staffel stimmen die Schwestern einem Verkauf der Firma zu, die Mutter entschließt sich jedoch, das Werk alleine weiterzuführen. Währenddessen hat Gundel sich mit ihrem Mann ausgesöhnt, und Tommy nähert sich Ulla wieder an, die ihr Medizinstudium wieder aufgreifen möchte. Ihre Ehe mit Vielhaber geriet zuvor in eine Krise, die durch eine Vergewaltigung durch den Ehemann ihren Tiefpunkt erreichte.

### Staffel 2
Die Handlung spielt knapp eine Generation später, im Jahr 1967.
Ulla lebt mit Tommy und dessen Tochter in der DDR und arbeitet dort als Frauenärztin. Böcker kommt aus Argentinien zurück und ist unter anderem im Waffenhandel aktiv. Er erschießt Margots Sohn, als der bei ihm den Tresor aufbricht.
Nachdem Christel geschworen hatte, nie wieder Stacheldraht zu produzieren, unterschreibt sie zwar den Vertrag dafür, um die Firma zu retten, bringt sich aber am Tag des Produktionsbeginns um.

## Entstehung

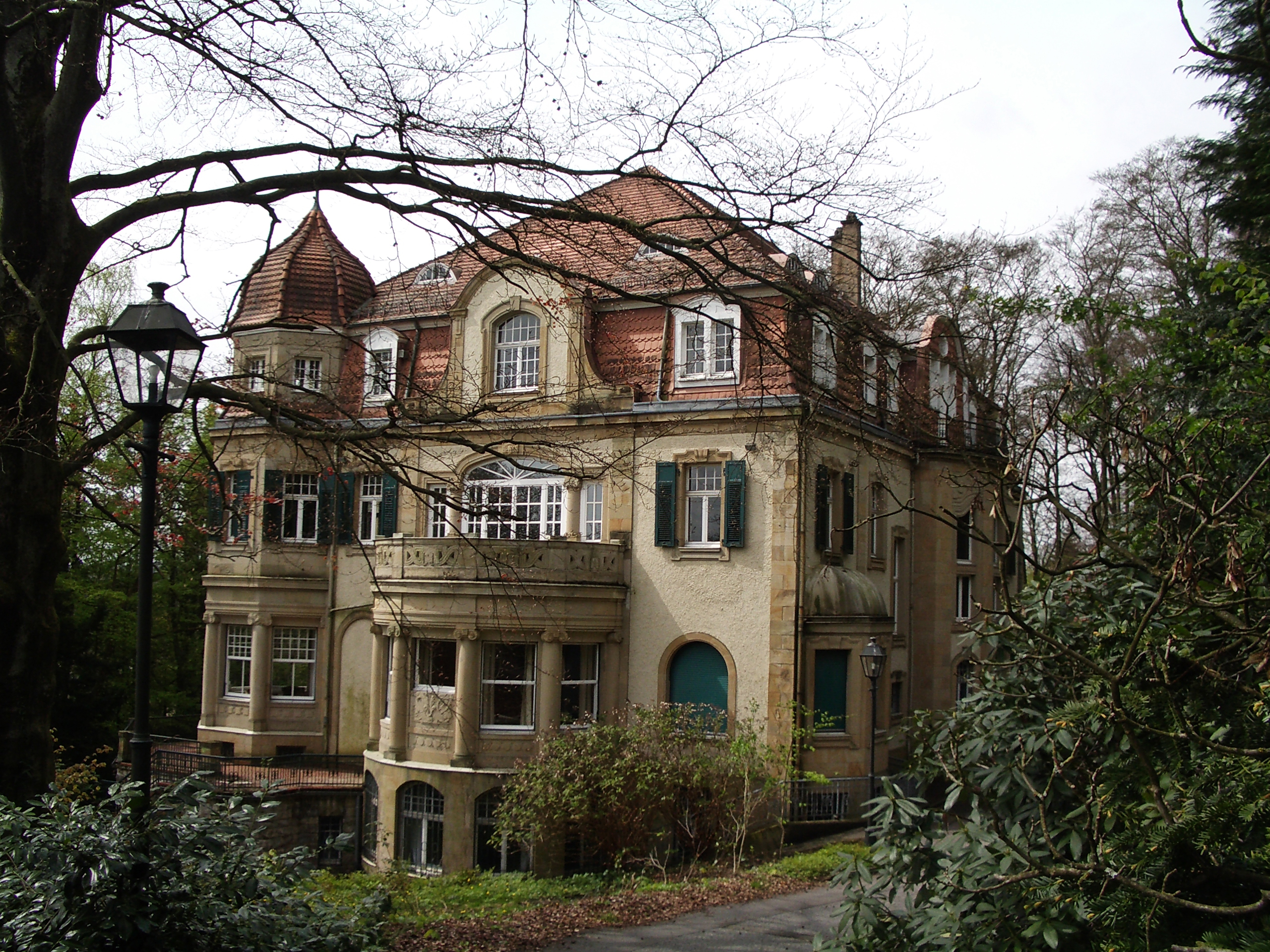
Haus Kerberg in Gummersbach war das Zuhause der Familie Wolf

Die erste Staffel wurde vom 1. April 2019 bis zum 23. Juli 2019 an 73 Drehtagen in Nordrhein-Westfalen und Tschechien gedreht. Zentrale Drehorte waren Stolberg, Burg Altena und die Gesenkschmiede Hendrichs in Solingen. Auch Hallen des ehemaligen Unternehmens C. Grossmann Stahlguss dienten als Kulisse. Das Eisenbahnmuseum Dieringhausen doubelte den Bahnhof Altena. Auf Schloss Burg wurden die Szenen des britischen Militärgerichts gedreht, viele Straßenszenen in der Altstadt von Pilsen. 

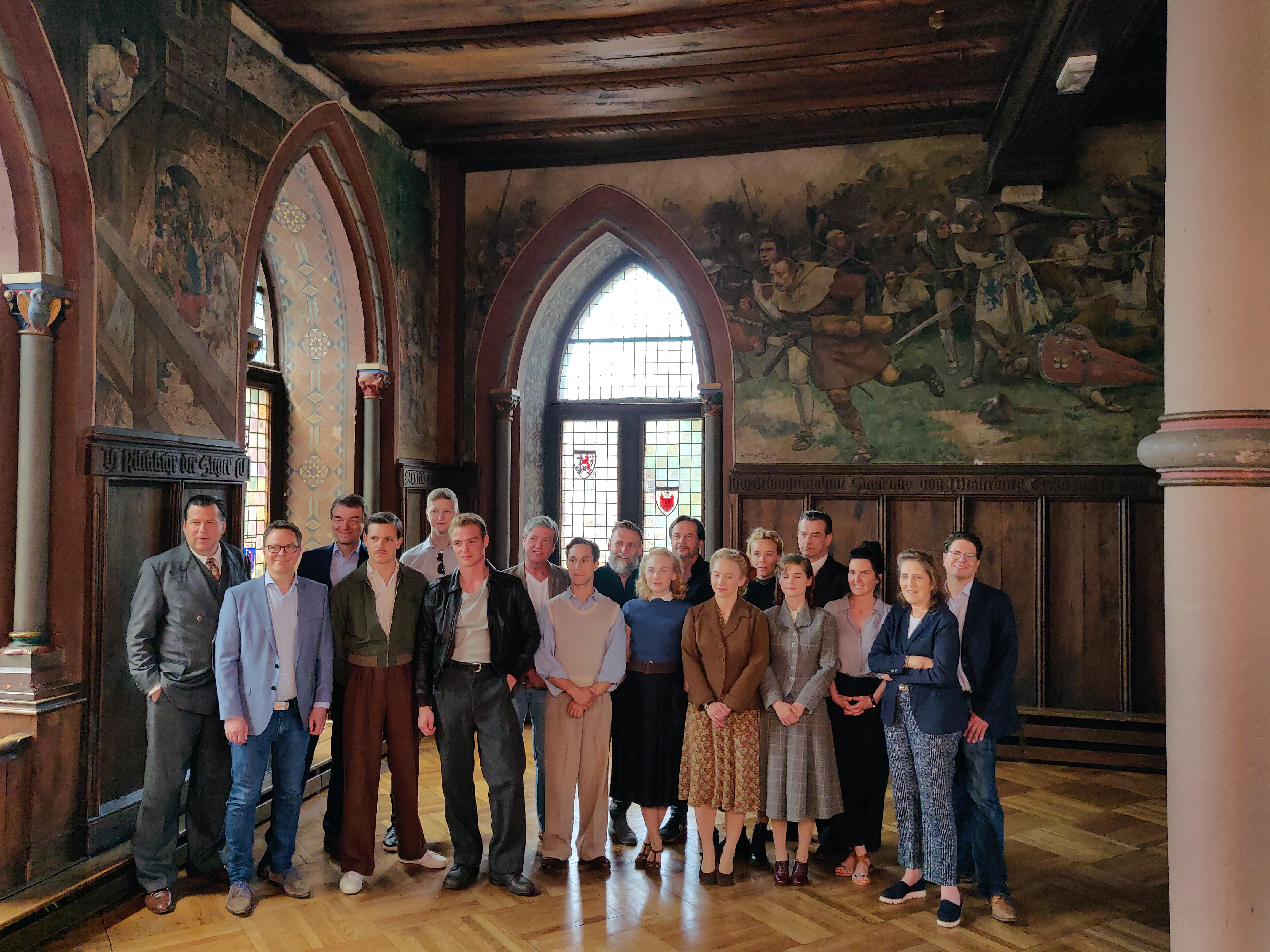
Unsere wunderbaren Jahre, Crew der deutschen Fernsehserie von 2020 am Set von Schloss Burg an der Wupper

Die zweite Staffel wurde vom 28. Februar 2022 bis zum 28. Juni 2022 an verschiedenen Drehorten ausschließlich in Nordrhein-Westfalen gedreht. Drehorte waren u. a. Dormagen, Gummersbach, Hülchrath, Köln, Mönchengladbach, Rommerskirchen und Zons.

## Episodenliste

### Staffel 1
Die erste Staffel der Miniserie besteht aus sechs Folgen mit jeweils rund 45 Minuten und feierte am 11. März 2020 in der ARD Mediathek ihre Online-Premiere. Für die TV-Erstausstrahlung im Ersten am 18., 21. und 25. März 2020 wurde sie zu drei Doppelfolgen zusammengefasst.
| Nr. (ges.) | Nr. (St.) | Originaltitel              | Erstausstrahlung D |
| ---------- | --------- | -------------------------- | ------------------ |
| 1          | S01/E01   | Stunde Null                | 18. März 2020      |
| 2          | S01/E02   | Das Schützenfest           | 18. März 2020      |
| 3          | S01/E03   | Alte Schuld und alte Liebe | 21. März 2020      |
| 4          | S01/E04   | Der Entlastungszeuge       | 21. März 2020      |
| 5          | S01/E05   | Geister der Vergangenheit  | 25. März 2020      |
| 6          | S01/E06   | Neuanfang                  | 25. März 2020      |

### Staffel 2
Die zweite Staffel der Miniserie besteht ebenfalls aus sechs Folgen mit jeweils rund 45 Minuten und feierte am 4. März 2023 in der ARD Mediathek ihre Online-Premiere. Für die TV-Erstausstrahlung im Ersten am 11., 15. und 22. März 2023 werden sie zu drei Doppelfolgen zusammengefasst.
| Nr. (ges.) | Nr. (St.) | Originaltitel    | Erstausstrahlung D |
| ---------- | --------- | ---------------- | ------------------ |
| 7          | S02/E01   | Magnetismus      | 11. März 2023      |
| 8          | S02/E02   | Brandspuren      | 11. März 2023      |
| 9          | S02/E03   | Pudding          | 15. März 2023      |
| 10         | S02/E04   | Blei             | 15. März 2023      |
| 11         | S02/E05   | Notstandsgesetze | 22. März 2023      |
| 12         | S02/E06   | Stacheldraht     | 22. März 2023      |

## Rezeption

### Kritiken
Als „geschichtsklitterndes Machwerk“ verriss Matthias Dell bei Zeit online den Dreiteiler. Schon der Titel passe nicht in die Zeit, von der er vorgebe zu erzählen – sie sei eher hart und entbehrungsreich gewesen. Der dramaturgisch monotone Film sei auf handwerklicher Ebene „eine einzige Sülze“. Die Schauspieler könnten einem leidtun, weil sich die Figuren nur durch Haarfarben unterschieden. Die Dialoge, die über drei Wortwechsel hinausgingen, könne man an einer Hand abzählen. Die Musik sei kitschig-schlicht.

„So solide diese bundesdeutsche Selbsterzählung auch sein mag – sensationell ist sie nicht. Eine Buttercremetorte eben. Wenn man zur Sendezeit die Gardinen beiseite zieht und die Straßen wie leer gefegt wirken, hat das womöglich andere Gründe.“

### Einschaltquoten
Die Erstausstrahlung der ersten Folge Stunde Null am 18. März 2020 wurde in Deutschland von 5,89 Millionen Zuschauern gesehen und erreichte einen Marktanteil von 17,6 % für Das Erste. Die zweite Folge Alte Schuld und alte Liebe am 21. März steigerte sich deutlich auf 6,80 Millionen Zuschauer und einen Marktanteil von 18,5 %, wohingegen die dritte Folge nur noch 5,91 Millionen Zuschauer mit einem Marktanteil von 17,4 % erreichte.
Bei der Erstausstrahlung der ersten beiden Folgen der Staffel 2 von Unsere wunderbaren Jahre, Magnetismus und Brandspuren, am 11. März 2023 verfolgten in Deutschland insgesamt 3,03 bzw. 2,38 Millionen Zuschauer die Filmhandlung, was einem Marktanteil von 11,7 bzw. 9,2 Prozent für Das Erste entsprach. In der als Hauptzielgruppe für Fernsehwerbung deklarierten Altersgruppe von 14–49 Jahren erreichte Magnetismus 0,34 Millionen Zuschauer und damit einen Marktanteil von 6,2 Prozent in dieser Altersgruppe.